# Zvezda Ch-31
Ch-31 (NATO-rapporteringsnamn AS-17 Krypton) är en rysk (från början sovjetisk) sjömålsrobot som utvecklades i slutet av 1970-talet.

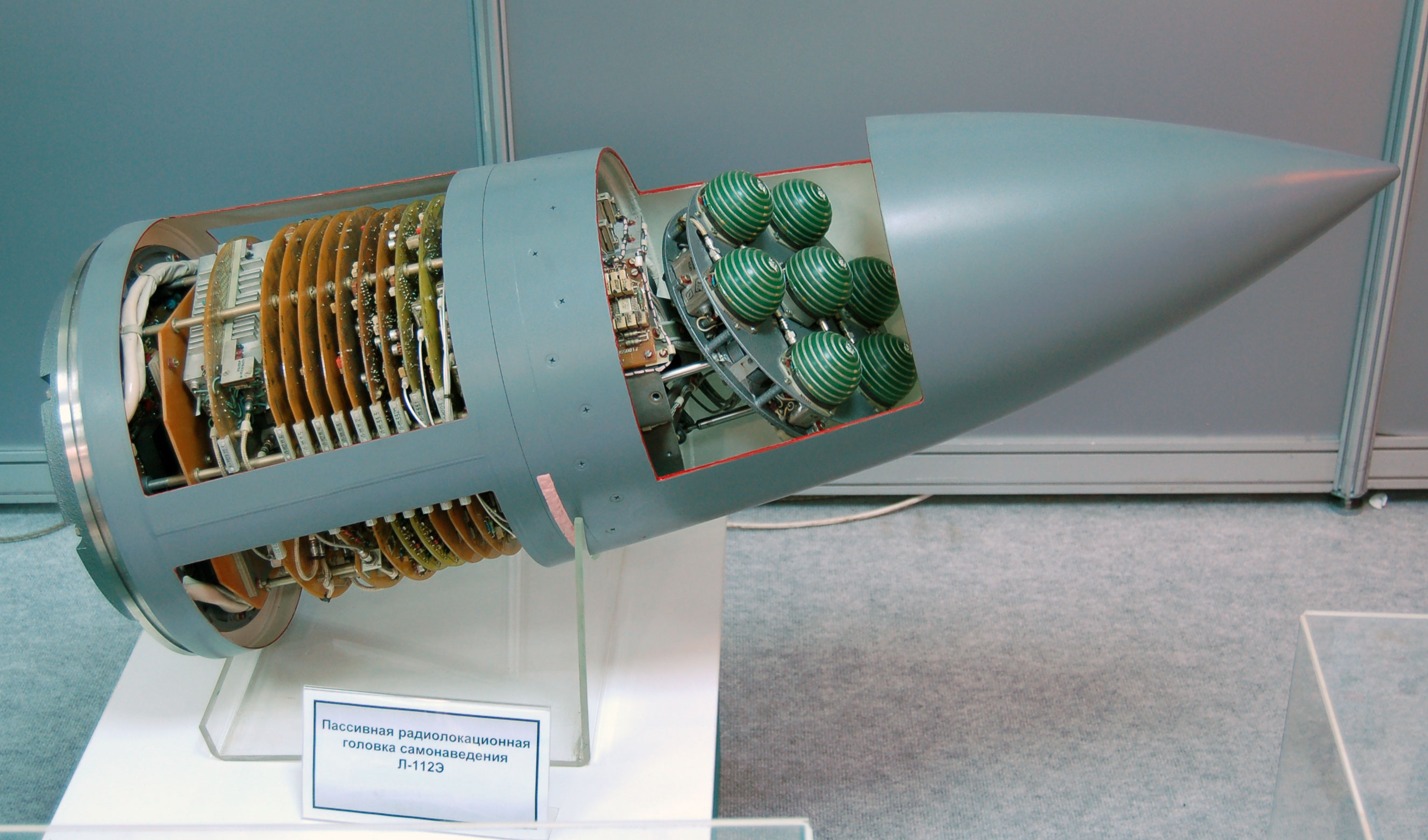
Målsökaren från en Ch-31P.

## Utveckling
När USA lanserade luftvärnssystemen Aegis och Patriot för att skydda fartyg och landmål från robotar som Ch-22 uppstod behovet för Sovjetunionen att konstruera robotar som kunde ta sig igenom det luftförsvaret.
Konstruktionsbyrån Raduga var redan i färd med att konstruera en sjömålsrobot som kunde utmana Aegis-systemet. Roboten P-270 Moskit var dock i första hand avsedd för stridsfartyg, och även om en flygburen version utvecklades (Ch-41) så var den med sina nio meter och fyra ton både för stor och för tung för de flesta taktiska flygplan.
Med utgångspunkt av Moskit började Zvezda därför konstruera en mindre version av roboten avsedd för taktiska flygplan som Su-24 och Su-27. Från början var Ch-31 tänkt enbart som en anti-radarrobot, men eftersom Moskit var en sjömålsrobot föll det sig naturligt att även Ch-31 utvecklades i en version med radarmålsökare för insats mot sjömål.

## Export
Ch-31 lanserades för exportmarknaden 1991 då den för första gången visades upp officiellt på en flygmässa i Dubai. En av de första kunderna var förvånansvärt nog USA:s flotta som behövde målrobotar med överljudsprestanda för att ersätta sina förbrukade MQM-8 Vandal. Roboten som fick beteckningen MA-31 levererades utan stridsladdning och målsökare.
Kina köpte 200 Ch-31P 1997 vilka fick beteckningen YJ-91 i Kina. Dessa har efter hand uppgraderats med nya målsökare utvecklade av Hongdu Aviation Industry. Även om Kina aldrig köpte några Ch-31A så utvecklade de en egen sjömålsrobot utifrån YJ-91. Den skiljer sig från den ryska varianten såtillvida att den flyger hela sträckan på låg höjd medan den ryska roboten flyger den första fasen på hög höjd för att uppnå längre räckvidd.

## Varianter
- Ch-31A – Sjömålsrobot med radarmålsökare.
- Ch-31P – Anti-radarrobot.
- Ch-31AD – Förlängd version av Ch-31A med längre räckvidd.
- Ch-31PD – Förlängd version av Ch-31P med längre räckvidd.
- MA-31 – Målrobot använd av USA:s flotta.
- YJ-91 – Kinesisk beteckning på Ch-31P.
- YJ-93 – Sjömålsrobot utvecklad i Kina från YJ-91.